# Етноцид
Етноцид (від грецьк. ethnos — народ і лат. caedo — вбиваю) — різновид етнонаціональної політики (політичної поведінки), спрямованої на знищення ідентичності й культури конкретного народу (етносу); складова геноциду. На відміну від геноциду, який досягає тієї самої мети шляхом фізичного винищення людей, належних до етносу, етноцид може проводитися комплексом заходів, що руйнують системні зв'язки всередині народу, підштовхуючи його представників до переходу в іншу етнічну якість. Головна лінія в політиці етноциду — знищення основних ознак етносу (етнічної території, мови, культури, історичної пам'яті, самосвідомості). Найбільше зусиль у здійсненні політики етноциду докладається для знищення національних мов (лінгвоцид). Світове співтовариство, міжнародне право й гуманістична мораль рішуче засуджують будь-які прояви етноциду й розглядають його як злочин проти людства.
Проте іноді цей термін використовується поряд із геноцидом[джерело не вказане 1454 дні]. Прикладом може служити 39-й Загальноамериканський конгрес з проблем індіанців, що проходив 9 липня 1970 року в Лімі і що прийняв резолюції протесту проти знищення індіанських племен у Бразилії (у зв'язку з знищенням декількох десятків тисяч індіанців у штаті Мату-Гросу)[джерело не вказане 1454 дні].
Пасивна реакція народу на етноцид щодо нього, як правило, завершується його асиміляцією домінуючою етнічною спільнотою.

## Етноцид в українській історії
Український етнос зазнавав на собі політику етноциду з боку як царського російського, так і радянського урядів. Найвідомішими акціями етноциду українців з боку царизму були Валуєвський циркуляр 1863 року та Емський указ 1876 року, якими українська мова заборонялася в освіті, літературі, театрі.
Етноцид щодо євреїв і поляків здійснювався переважно заохоченням їхнього переходу в православ'я. У радянські часи етноцид української та інших етнічних спільнот здійснювався спочатку відвертими засобами — знищенням етнічної інтелігенції, духовно розвинутої частини селянства, національно свідомого духовенства. Пізніше політика етноциду проводилася більш виточеними методами, особливо витісненням неросійських мов з вищої освіти, науково-технічної та промислових сфер, значною мірою із середньої освіти, діловодства, системи державного управління.
Політика етноциду стосовно кримських татар здійснювалася у сполученні з їх депортацією. Усвідомлення українською та іншими етнічними спільнотами небезпеки етноциду було одним із чинників етнічного відродження в Україні кінця 1980 — початку 90-х, як складової частини загальнодемократичного руху.
Комуністичний уряд Польщі здійснив після 2-ї світової війни акцію «Вісла» і постійно стимулював відцентрові тенденції серед лемків; в інших країнах, компартійним тоталітарним режимом українців записували як представників інших націй.

### Тлумачення поняття «етноцид» в історії України
Автором поняття "етноцид" як і поняття ґеноцид був Рафал Лемкін. Узгодженого в міжнародному праві поняття «етноцид» сьогодні не існує, термінологічно це вид державної етнополітики.  В міжнародному праві етноцид кваліфікується як порушення норм про расову дискримінацію. 
Етноцид в українознавчих працях зазвичай розуміють як свідоме знищення етнічних спільнот з метою руйнування етнічної культури та традицій.
Оскільки геноцид часто тлумачать вузько, його відрізняють від етноциду за об‘єктом, що прагнуть знищити, та способом досягнення мети. При цьому міркують так: якщо знищення етнічної спільноти прагнуть досягти шляхом вбивства — це геноцид, якщо ж шляхом «комплексу заходів по зруйнуванню системних зв‘язків усередині народу, підштовхуючи його представників до переходу в іншу етнічну якість» — це етноцид.
Фізичне знищення народу, шляхом заподіянням біологічної смерті та його етнічна трансформація (асиміляція), мають міцний зв‘язок. У свою чергу трансформація етнічної свідомості зі зміною етнічної самоназви не вбиваючи фізично конкретних осіб вбиває цілий етнос, або його частину. Трансформаційні етнічні процеси бувають довготривалим наслідком порівняно короткого періоду вбивства частини етнічної спільноти.
Геноцид-голодомор 1932—1933 рр. одним з наслідків мав швидку зміну етнічної самосвідомості тих частин українського етносу, що мешкали на етнічно українських та змішаних територіях РРФСР, прилеглих до УРСР. Сприяло цьому і згортання заходів, що підтримували відтворення українських етнічних рис серед молоді й дітей (в освіті, професійній культурі, інформаційній політиці тощо.

### Наслідки етноциду стосовно українців
Наймасовішими наслідками етноциду українців у XX ст. є такі:
1. У період 1929—1987 рр. — уневиразнення, «розмивання», «затуманення» етнічної самосвідомості, так зване «зближення» її з російською в усіх територіальних і соціальних групах українців (це явище часто називають денаціоналізацією, що є невдалим терміном);
2. Перетворення (креолізація) великої частини українців на етнічних росіян (Східна Слобожанщина, Стародубщина, Малиновий Клин, Зелений Клин, Жовтий Клин, Сірий Клин);
3. Перетворення значної частини українців на поляків (Закерзоння);
4. Перетворення певних частин територіальних груп українців на білорусів (Берестейщина, Пінщина), румунів (Добруджа, Південна Буковина, Мараморощина), словаків (Східна Словаччина), угорців (Північно-східні області Угорщини, Гайдудороґ).
Етнічна асиміляція українців Канади, США, Аргентини, Бразилії, Австралії та багатьох інших країн світу не є наслідком етноциду чи геноциду. В СРСР політика геноциду й етноциду щодо етнічних українців суттєво погіршила демографічне відтворення групи і передачу питомо українського духовного й матеріального набутку від старших поколінь молодшим. У 1980-х роках українці СРСР перебували у стані напівзросійщеного етносу, що втратив значну частину своєї етнічної території.
В умовах «Пєрєстройки» 2 пол. 1980-х рр. почали формуватися політичні умови для припинення етноциду українців і багатьох інших народів СРСР. Відтоді частина колишніх етнічних українців, перетворених (та частково перетворених) на частини інших етносів, повернулася до лона українського етносу. Проте цей процес є складним, болючим і довготривалим. Він потребує розумної, науково обґрунтованої, узгодженої і послідовної політики усіх провідних політичних сил України у співпраці з владою і громадськими організаціями сусідніх країн).

## Етноцид в Криму під російською окупаційною владою
За даними українських правозахисників, видання "Детектор медіа", видання "Медуза" російська окупаційна влада розпочала переслідування кримських татар одразу після окупації за звинуваченнями в "екстремізмі", за "підриви", "тероризм", пропагуючи уявлення про кримських татар як екстремістів та терористів. Після чого десятки тисяч українців, нелояльних до неоколоніального російського режиму були змушені виїхати, в тому числі кримські татари, і їхні спорожнілі оселі незаконно заселили росіянами. Адже російська пропаганда навіює в ЗМІ, що кримські татари незначна частина населення Кримського півострова, і нібито не є провідниками культури Криму. Таким чином, порушується Декларація ООН прав корінних народів в частині права корінних народів на самовизначення, і непорушності територіальної цілісності суверенних та незалежних держав.
У квітні 2017 року було подано позов України проти Росії в Міжнародний Суд ООН (м. Гаага) щодо міжнародної Конвенції про ліквідацію усіх форм расової дискримінації та Міжнародної Конвенції про боротьбу з фінансування тероризму. В 2023 році розпочались усні слухання по справі. У 2024 році було оголошено рішення суду, згідно з яким було частково задоволено позов української сторони щодо:
- Росія не провела необхідного розслідування звинувачень у причетності до тероризму представників самопроголошених ”ДНР” та “ЛНР”, які висувала Україна, і таким чином порушила конвенцію про боротьбу з фінансуванням тероризму.
- Росія винна у порушенні прав етнічних українців у Криму, оскільки після анексії півострова різко впала кількість учнів, які навчаються українською мовою.[13]